# Landesgalerie Niederösterreich

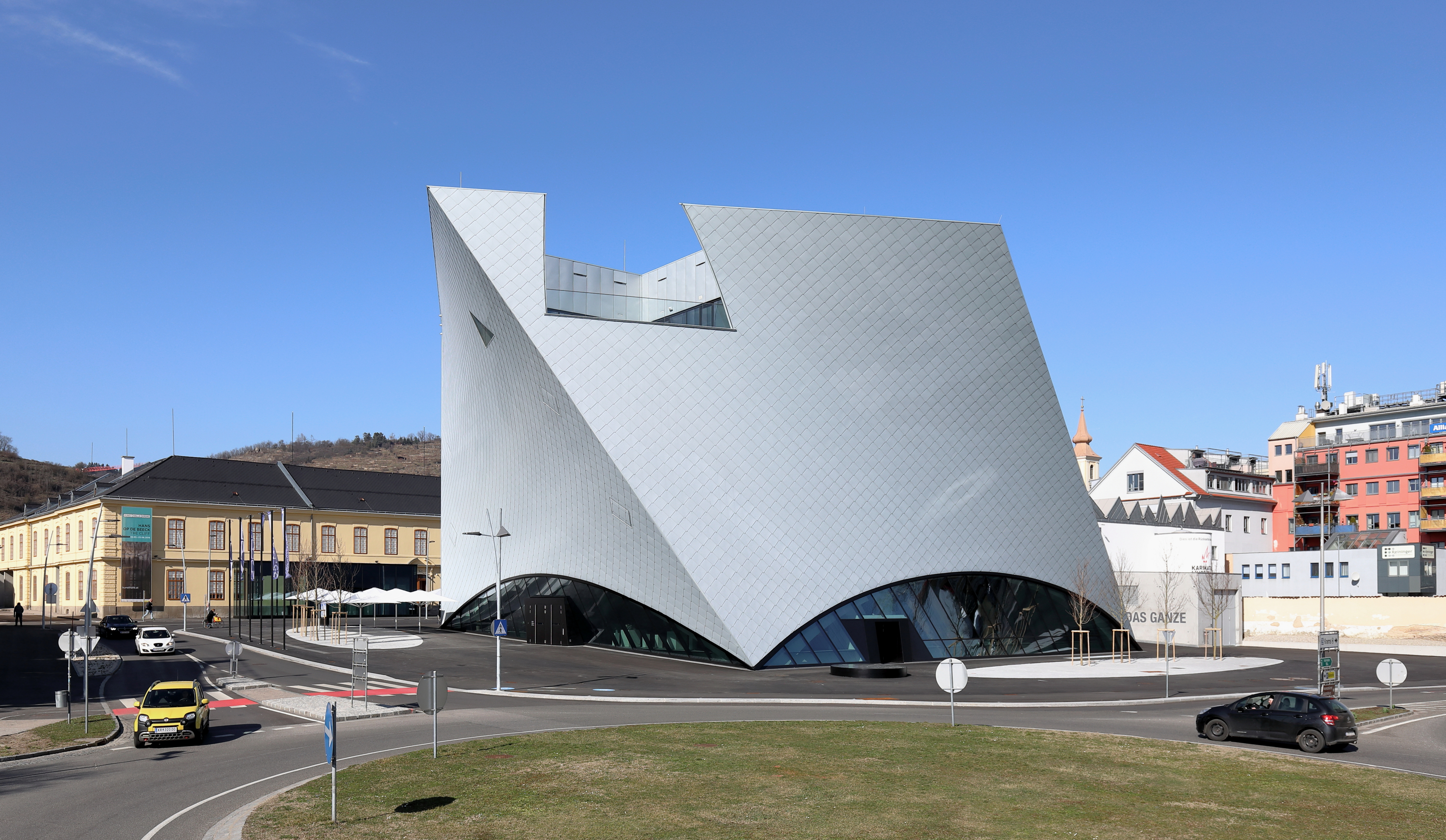
Landesgalerie Niederösterreich (2019)

Die Landesgalerie Niederösterreich ist eine Kunst-Institution des Landes Niederösterreich in Krems-Stein. Sie befindet sich in der Kunstmeile Krems, in unmittelbarer Nähe zur Kunsthalle Krems, dem Karikaturmuseum Krems, dem Forum Frohner und der Steiner Minoritenkirche.

## Geschichte
Die Niederösterreichische Landesregierung hat im April 2014 den Bau eines Museums für die Kunstsammlung des Landes beschlossen. Die Stadt Krems an der Donau wurde als Standort der neuen Landesgalerie definiert, um im Verbund mit der Kunstmeile Krems das künftige Kompetenzzentrum für bildende Kunst des Landes Niederösterreich zu bilden.
Aus dem offenen, EU-weiten, zweistufigen Realisierungswettbewerb unter dem Juryvorsitz von Elke Delugan-Meissl, der im April 2015 abgeschlossen wurde, ging der Entwurf des Vorarlberger Architekturbüros Marte.Marte unter 59 Einreichungen einstimmig als überzeugendste Antwort auf die Aufgabenstellung hervor. Am 5. Juni 2016 erfolgte der Spatenstich, nach zweieinhalbjähriger Bauzeit wurde das Museum im Dezember 2018 fertiggestellt. Die offizielle Eröffnungsfeier fand am 25. Mai in der Klangraum Krems Minoritenkirche statt und wurde auch via ORF (bundesweit) im Fernsehen übertragen.
Bei den Aushubarbeiten für den neuen Museumsbau stießen Bauarbeiter auf bedeutende archäologische Funde: eine Tonvase, ein Holzpaddel und dutzende Holzpfeiler einer Uferbefestigung, die auf eine Hafenanlage schließen lassen. Die Tonvase wird im Haus der Geschichte im Museum Niederösterreich ausgestellt.

## Künstlerische Leitung
Von 2015 bis 2021 hatte Christian Bauer die künstlerische Leitung inne. Mit 1. Jänner 2022 folgte ihm Gerda Ridler in dieser Funktion nach. Im Juni 2025 wurde bekanntgegeben, dass der Kunsthistoriker Nikolaus Kratzer mit Jänner 2027 die künstlerische Leitung der Landesgalerie Niederösterreich übernehmen wird.

## Sammlung
Die Landesgalerie Niederösterreich ist das neue Zuhause für die Kunstschätze des Landes Niederösterreich. Die Landessammlungen Niederösterreich (Abteilung Kunst und Kultur der Niederösterreichischen Landesregierung) beherbergen rund 9 Mio. Objekte – 100.000 davon sind dem Sammlungsbereich Kunst zugewiesen. Neben Arbeiten des Mittelalters und Barocks liegen Sammlungsschwerpunkte auf der Kunst des 19. Jahrhunderts sowie der zeitgenössischen Kunstentwicklung in Niederösterreich und Österreich. Die Sammlungen beinhalten Gemälde, Plastiken, Arbeiten auf Papier, Fotografien, zeitbasierte Medien sowie installative und textile Kunst.
Nach mehr als 100 Jahren Bestandsgeschichte kann die Kunstsammlung des Landes durch die Errichtung der Landesgalerie Niederösterreich erstmals in einem Museum präsentiert werden, das allein der Kunst gewidmet ist. Der Landesgalerie Niederösterreich stehen die Sammlungsobjekte aufgrund eines Optionsvertrages für Ausstellungen, Leihen und Forschung zur Verfügung. Die Objekte der Landessammlungen Niederösterreich sind Eigentum des Landes Niederösterreich.

## Architektur
Der zentrale Akzent des auffälligen Gebäudes liegt auf seiner spektakulären Achsendrehung. Als Vorbild dafür diente die figura serpentinata, ein manieristisches Gestaltungsmotiv, das spiralförmig dargestellte Figuren von jedem Standpunkt aus unterschiedlich erscheinen lässt. Ihre Bedeutung und Wirkung erzielen die Skulpturen in ihrer Ganzheit erst dann, wenn man sie umschreitet und dadurch ihre Vielansichtigkeit deutlich wird. Diesen Effekt erzeugt auch der Kubus der Landesgalerie, der durch seine Torsion und Verjüngung nach oben hin wie ein dynamisches Volumen wirkt und von jeder Seite neue Perspektiven eröffnet. Durch den rotierenden Baukörper werden die mit Zinkschindeln verkleideten Außenwände zu hyperparabolischen Flächen, die für das menschliche Auge nur schwer zu fassen sind. Die Raumkrümmungen setzen sich auch im Inneren des Gebäudes fort.
Auf fünf Ebenen stehen 3.000 m2 Ausstellungsfläche zur Verfügung. Die Terrasse bietet einen Blick zur Donau, zum gegenüberliegenden Stift Göttweig, sowie zur Altstadt von Stein an der Donau. Aufgrund ihrer markanten Architektur ist die Landesgalerie Niederösterreich die Landmark im Zentrum der Kunstmeile Krems.
Der Bau wurde mit folgenden Architekturpreisen prämiert: Im Jahr 2019 mit dem Iconic Award für innovative Architektur sowie dem German Design Award für Excellent Architecture. Im April 2020 wurde die Landesgalerie Niederösterreich als das „beste Bauprojekt Österreichs aus Transportbeton“ ausgezeichnet.

## Filme
- „Juwel der Kunstmeile. Die neue Landesgalerie NÖ“, 25 Min. Ausstrahlung. ORF 2, Österreichbild am Sonntag, 31. März 2019.[19]
- „Alles Kunst. Die Landesgalerie NÖ“, 30 Min. Ausstrahlung. ORF 2, Kulturmatinee am Sonntag, 30. Juni 2019.[20]
- Landesgalerie Niederösterreich Krems (= Museums-Check. Folge 57). Reportage, 30 Min., Moderation: Markus Brock, Produktion: 3sat. Erstausstrahlung: 7. Juli 2019.[21]
- „Aus dem Rahmen. Die Landesgalerie Niederösterreich“, 49 Min. Ausstrahlung. ORF III, 20. September 2022.[22]